# Bahr (jednotka)
Bahr nebo též Bahar (arabsky بـهـﺭ) je stará jednotka délky používaná v Íránu. Velikost 1 bahr činila přibližně 3,3 cm a tvořila 1/32 gaz.
V Ománu byl bahr jednotka hmotnosti, 1 bahr odpovídal 808 gramů.